# Капуано, Анхель
Анто́нио А́нхель Капуано (исп. António Ángel Capuano; 25 января 1910, Буэнос-Айрес — 21 февраля 1958, Мар-дель-Плата) — аргентинский футболист, вратарь.

## Карьера
Анхель Капуано родился и вырос в районе Барракас. Он начал свою карьеру в клубе «Барракас Хуниорс», где играл на позиции защитника. Однажды Анхелю сказали, что у него очень большие руки, подходящие для игры на позиции вратаря. Капуано попробовал, и с тех пор выступал только в качестве голкипера. В 1927 году футболист перешёл в «Спортиво Барракас», где играл за молодёжную команду. С 1928 года он стал выступать за основной состав команды, где дебютировал 24 июня во встрече с «Барракас Сентраль» (0:0). Оттуда футболист перешёл в «Ланус», в составе которого впервые сыграл 14 июня с «Индепендьенте» (0:2). Всего за клуб он провёл 20 матчей, последний из которых 13 декабря того же года с «Атлантой» (1:2). В следующем сезоне Капуано возвратился в «Спортиво Барракас». 27 марта 1932 года Анхель провёл последний матч за клуб против «Архентино де Кильмес» (4:2). Летом того же года Капуано стал игроком «Эстудиантеса». 12 июня он сыграл свой первый матч против своей бывшей команды, «Лануса», в котором его нынешний клуб победил со счётом 4:0. Там Анхель выступал на протяжении четырёх сезонов, сыграв в 84 матчах. Последнюю встречу за «Эстудиантес» голкипер провёл 19 мая 1935 года с «Тигре» (2:1).
В начале 1935 года Капуано уехал в Европу, присоединившись к итальянскому клубу «Наполи». Однако во время предсезонной подготовки он получил тяжёлую травму, из-за чего не провёл за этот клуб ни одной минуты. Осенью того же года аргентинец перешёл в стан «Дженоа». 22 декабря он дебютировал в составе команды в матче с «Торино» (0:2). А уже 5 января сыграл свой последнюю встречу за клуб против «Триестины» (2:2). Всего в составе «Дженоа» Анхель сыграл в трёх матчах, в которых пропустил шесть голов. После этого голкипер возвратился в Аргентину, опасаясь призыва для участия в Итало-эфиопской войне. В 1937 году он подписал контракт с «Расингом». При этом, «Расинг» был вынужден оплатить трансфер «Эстудиантесу», несмотря на то, что годом ранее ФИФА объявила Капуано свободным агентом. 4 апреля он впервые вышел на поле в футболке команды из Авельянеды в матче с «Велес Сарсфилд» (1:1). За этот клуб вратарь сыграл в 41 матче. Последнюю встречу за «Расинг» Капуано провёл 18 декабря 1938 года с «Тальересом» (5:2). Позже он получил тяжёлую травму и долгое время не выходил на поле . В 1939 году Анхель стал игроком «Феррокарриль Оэсте». Но за клуб футболист сыграл лишь одну встречу — 29 октября против «Сан-Лоренсо» (1:5), пропустив пять голов. После этого он принял решение о приостановке карьеры.
Летом 1940 года Капоано получил приглашение, пришедшее от бразильского клуба «Флуминенсе». 14 июля он дебютировал в составе команды в матче с «Бонсусессо» (3:1). В том же году он помог команде выиграть чемпионат штата Рио-да-Жанейро, а еще через год повторил этот успех. Также в 1940 году клуб одержал победу в розыгрыше турнира Рио — Сан-Паулу. 14 января 1942 года Капуано провел последнюю встречу за клуб против «Америки» (1:2). Всего за «Флуминенсе» Капуано сыграл в 29 матчах, в которых пропустил 57 голов, частенько проигрывая конкуренцию со стороны Бататайса. В том же году Анхель перешёл в «Сантос». За клуб он впервые сыграл 31 мая во встрече с «Сан-Паулу» (2:4). Однако уже на 27 минуте игры Лино Мансилья нанёс удар ногой по голове Капуано, бросившегося к его ногам во время атаки. Вратарь потерял сознание и был экстренно госпитализирован в реанимацию больницы Санта-Катарина. Позже его перевели в госпиталь Бенефенсия Португеза, где он проходил восстановительные процедуры. Этот матч стал последним, проведённым аргентинцем не только в воротах «Сантоса», но и вообще во всей его карьере.
Завершив игровую карьеру, Капуано возвратился в Буэнос-Айрес, где работал преподавателем в Национальной школе физической культуры. Позже он продолжил заниматься преподавательской деятельностью в Мар-дель-Плате. Там он и скончался в возрасте 58 лет из-за сердечного приступа.

## Статистика
| Сезон     | Клуб                | Лига          | Чемпионат | Чемпионат |
| Сезон     | Клуб                | Лига          | Игры      | Голы      |
| --------- | ------------------- | ------------- | --------- | --------- |
| 1928      | Спортиво Барракас   | Примера       | 10        | −?        |
| 1929      | Спортиво Барракас   | Примера       | 7         | −?        |
| 1930      | Спортиво Барракас   | Примера       | 27        | −?        |
| 1931      | Ланус               | Примера       | 20        | −?        |
| 1932      | Спортиво Барракас   | Примера       | 2         | −?        |
| 1932      | Эстудиантес         | Примера       | 10        | −?        |
| 1933      | Эстудиантес         | Примера       | 28        | −?        |
| 1934      | Эстудиантес         | Примера       | 37        | −?        |
| 1935      | Эстудиантес         | Примера       | 9         | −?        |
| 1935/1936 | Наполи              | Серия А       | 0         | 0         |
| 1935/1936 | Дженоа              | Серия А       | 3         | −6        |
| 1937      | Расинг (Авельянеда) | Примера       | 12        | −?        |
| 1938      | Расинг (Авельянеда) | Примера       | 29        | −?        |
| 1939      | Феррокарриль Оэсте  | Примера       | 1         | −5        |
| 1940      | Флуминенсе          | Лига Кариока  | 5         | −5        |
| 1941      | Флуминенсе          | Лига Кариока  | 10        | −14       |
| 1942      | Флуминенсе          | Лига Кариока  | 0         | 0         |
| 1942      | Сантос              | Лига Паулиста | 1         | 0         |

## Достижения
- Чемпион штата Рио-да-Жанейро: 1940, 1941
- Победитель турнира Рио — Сан-Паулу: 1940